# UGG

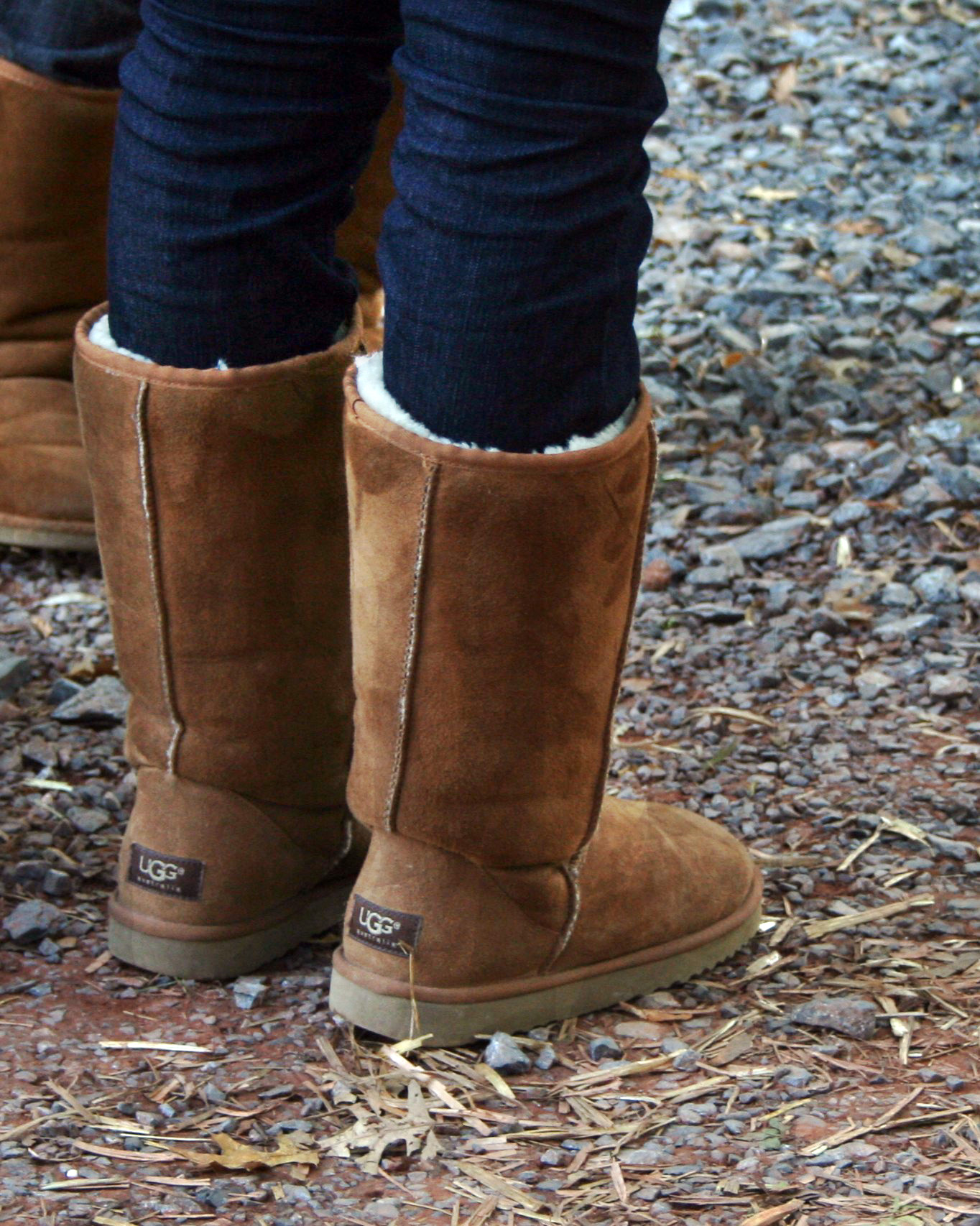
Взуття уггі з джинсами

UGG — це бренд взуття та одягу, який належить американській компанії Deckers Outdoor Corporation. Бренд відомий класичними чоботами з баранячої шкіри, але модельний ряд включає також туфлі, сандалі, трикотаж, верхній одяг та сумки. Бараняча шкіра, що використовується в чоботах UGG, двостороння, замшева ззовні та із баранячою шерстю зсередини. Бараняча шерсть пориста, вона зберігає ступні ніг холодними влітку та теплими взимку.

## Історія
Стильні баранячі чоботи були винайдені австралійськими серфером, Шейном Стедманом. Він створив чоботи, для того, щоб гріти свої ступні після серфінгу в холодних австралійських водах. 1971 року Стедман зареєстрував торговельну марку «UGH-BOOTS» в Австралії. В 1982 році він зареєстрував торговельну марку «UGH».
У 1978 році інший австралійський серфер, Брайан Сміт, привіз декілька пар чобіт з баранячої шкіри, виготовлених в Австралії у США і почав продавати їх у Нью-Йорку та в Каліфорнії, започаткувавши австралійську компанію з виготовлення взуття під назвою «UGG» в США. Його головними споживачами стали каліфорнійські серфери та жителі Голівуду. У 1985 році Сміт подав заявку на реєстрацію свого австралійського бренду «UGG» в США, який було зареєстрованого 1987 року.
У 1995 році, американська взуттєва компанія, Deckers Outdoor Corporation викупила компанію Сміта, UGG Holdings, Inc. за 15 мільйонів доларів США. У 1996 році, Шейн Стедман продав майнові права інтелектуальної власності на свою австралійську торговельну марку «UGH» компанії Deckers за 10 тисяч фунтів, та право на три пари чобіт UGG щорічно до кінця його життя.
Deckers Outdoor Corporation — це компанія з виробництва взуття, розташована в м. Голет, штат Каліфорнія, США. Компанія була заснована у 1973 році та спочатку спеціалізувалась на виробництві босоніжок, що здійснювалось Дугом Отто. Наразі Deckers виробляє також 6 брендів крім UGG, а саме: Teva, Simple Shoes, Sanuk, Tsubo, Ahnu та Mozo. Кожний бренд є автентичним лідером в своєму сегменті, та у випадку UGG та Teva, було створено окрему категорію взуття. Кожний бренд володіє своєю власною, унікальною індивідуальністю.
- TEVA. У 1984, Марк Тетчер, молодий гід по Великому каньйону Аризони винайшов перші спортивні сандалі та створив бренд TEVA. Лінія TEVA з того часу була розширена від сандалів до чобіт, та залишається лідером серед виробників взуття для активного відпочинку. Слово «Teva» означає «природа» на івриті.
- SIMPLE. У 1991 році бренд Simple Shoes було винайдено Еріком Мейером, жителем Каліфорнії. Simple було започатковано як маленьку компанію з виробництва взуття, виготовленого з екологічних матеріалів без претензійності стереотипних великих брендів.
- SANUK. Заснована у 1997 році жителем Південної Каліфорнії, Джеффом Келлі, Sanuk створює взуття з креативним та своєрідним дизайном для активного відпочинку світової спільноти. Назва бренду означає тайською мовою «розвага», Sanuk намагається створити інноваційний продукт, який поєднує функціональність та гарний зовнішній вигляд.
- TSUBO. Бренд Tsubo було винайдено Патріком МакНалті та британським дизайнером Ніком О'Рорке у 1997 році, він став всесвітньо відомим брендом, який продається в США, Великій Британії, Канаді, Франції, Бельгії, Голландії, Австрії, Японії, Гонконгу та Кореї. Tsubo — це урбаністичне взуття із зваженим дизайном, комфортом та функціональністю. Слово Tsubo перекладається японською як точка тиску.
- MOZO. У 1997 році американець Джім Агньйю заснував бренд MOZO для виробництва взуття для тих, хто проводить довгий час на ногах, працюючи. У взутті «Mozo» використовується повнозернова шкіра, сертифіковані антиковзкі підошви. Ці чоботи дуже популярні серед професійних кулінарів у США. Іспанською слово «Mozo» означає молодого чоловіка, який займається важкою роботою на ранчо.
- AHNU. Ahnu було засновано у Північній Каліфорнії у 2001 році колишніми працівниками Keen Footwear Джимом Ван Дайном, Жаклін Ленокс, Дженні Фредерікс та Скоттом МакГвайєром. Команда Ahnu працює з найкращими біомеханіками, дизайнерами та спортсменами, що розробляють взуття, що забезпечує правильний баланс тяжіння, тиску, гнучкості, м'якості та довготривалості різноманітних видів активного відпочинку як на стежках, пляжах, так і на тротуарі. Назва «Ahnu» походить з кельтської міфології, від богині балансу та гарної поведінки.

## Дизайн
На початку 2000-х чоботи UGG стали модним трендом та культурним феноменом. Своєю популярністю UGG неабиякою мірою завдячують Опрі Вінфрі, відомій американській ведучій щоденного телевізійного шоу. Починаючи з 2000 року, Опра п'ять разів згадувала чоботи UGG як одну зі своїх найулюбленіших речей у спеціальних святкових випусках своєї програми. Американські зірки кіно, такі як Кейт Хадсон, Сара Джессіка Паркер, Дженніфер Еністон та Камерон Діас, були сфотографовані у чоботах UGG. Footwear News назвали бренд UGG «Брендом року».

## Торговельна марка
Торговельна марка «UGG» звичайно з'являється на прямокутному клапті на нижній задній частині чобота. Найбільш розповсюдженим логотипом «UGG» є стилізовані літери U-G-G, виконані готичним шрифтом, із збільшеною центральною літерою «G» та боковими літерами, які частково перекриваються.
Логотип «UGG» є зареєстрованою торговельною маркою Deckers Outdoor Corporation у більш, ніж 145 країнах світу, включаючи Сполучені Штати, європейські країни та Китай. На початку 2000 років потреба у чоботах з баранячої шкіри, маркованих торговельною маркою «UGG» стрімко вибухнула, як результат схвальних відгуків зірок. Австралійські виробники почали продавати чоботи із баранячої шкіри по інтернету, маркуючи їх ідентичними чи схожими на торговельну марку «UGG». Пізніше компанія Deckers розпочала серйозні спроби протистояти порушенням прав інтелектуальної власності на свою торговельну марку, надсилаючи австралійським виробникам листи-претензії. Через процедуру вирішення доменних спорів уповноваженими арбітрами, конкуренти були позбавлені можливості використовувати назву «ugg» в доменних іменах. Патентне відомство Австралії висунуло попередження австралійським виробникам.
У відповідь на дії компанії Deckers, австралійські виробники створили Австралійську асоціацію баранячої шкіри, щоб боротись проти вимог корпорації. Австралійські компанії розпочали процеси, з метою припинення дії свідоцтва на торговельні марки. МакДугалу вдалось відмінити одну австралійську реєстрацію торговельної «UGH-BOOTS» з причин її невикористання. Тим не менше, спроба Luda Productions відмінити реєстрацію торговельної марки Deckers «UGG AUSTRALIA & Design» була невдалою, а тому ця торговельна марка і досі залишається зареєстрованою в Австралії.
Суперечки щодо прав на торговельну марку UGG точилися в Австралії, США, Європі та Туреччині. Рішеннями уповноважених органів США, Нідерландів, Туреччини та Китаю були відкинуті аргументи стосовно загальновживаності позначення «UGG» та було підтримано чинність реєстрацій торговельних марок «UGG». В США, компанією Deckers було розпочато судовий процес з метою заборонити конкурентами використовувати в своїй діяльності словосполучення «ug boots». Відповідачі у справі на свій захист посилались на загальновживаність торговельної марки UGG. Суд відхилив цей аргумент, вказавши, що докази відповідачів стосовно використання словосполучення «ug boots» різними особами у різний час є анекдотичними. Суд також встановив, що відповідачами було проігноровано результати соціологічного опитування, поданого обома сторонами, які чітко вказали, що термін «UGG» не є загальновживаним … 84 % опитуваних відповіли, що «UGG» — це назва бренду. На думку суду, визнання цієї торговельної марки загальновживаною в Австралії не впливає на її розрізняльну здатність в США. Суд також вирішив, що торговельна марка UGG, що належить компанії Deckers володіє сильною розрізняльною здатністю.
У Нідерландах, суд також залишив в силі реєстрацію торговельної марки UGG. Суд відхилив доводи відповідача, що торговельна марка UGG, вказавши, що ніхто не має достатньо повноважень, щоб встановити загальновживаність цієї торговельної марки в Бельгії, Нідерландах та Люксембурзі на основі однієї чи кількох компаній в Австралії. У суду також не було причин сумніватись, що торговельна марка UGG є добре відомою в країнах Бенілюксу.
В Туреччині суд встановив, що ця торговельна марка не є загальновживаною та не має описового характеру, але фактично є добре відомою серед турецьких споживачів як зазначення походження товару. Відповідно до законодавства Туреччини, слова, що мають описове значення в інших мовах, не можуть охоронятись як торговельні марки, якщо вони є загальновідомими в Туреччині. Суд встановив, що турецькою мовою позначення «UGG» не вживається в жодному іншому значенні, крім як торговельна марка. Суд також посилався на результати незалежного опитування, згідно з яким позначення «UGG» має високий рівень пізнаваності серед турецьких споживачів.
У справі в Китаї, суд визнав торговельну марку «UGG» такою, що відповідає умовам надання правової охорони і також зазначив, що беручи до уваги територіальність прав на торговельну марку, факт визнання позначення «UGG» загальновживаним стосовно чобіт з баранячої шкіри, виготовлених в Австралії не стосується даної справи. Суд також встановив, що присудження збитків та судових витрат компанії Deckers було значним чином зумовлено цінністю торговельних марок цієї компанії та відомістю цієї торговельної марки, поза іншим.

## Підробки
Бренд «UGG» став жертвою підробок, які виготовляються головним чином в Китаї. Сайти, які продають фальшиві товари створюються дуже легко та виробники фальшивої продукції копіюють фотографії та тексти з оригінального вебсайту, тому сайти, на яких продаються підробки, виглядають як оригінальні вебсайти. Правоохоронні органи зупинили тисячі аукціонів eBay, діяльність вебсайтів, які продають контрафактні чоботи UGG. В США та у Великій Британії співробітники митниці та правоохоронних органів затримали велику кількість контрафактної продукції «UGG» та інших розкішних брендів.
Відповідно до Glasgow Evening Times у липні 2010 року банди злочинців наповнили Глазго фальшивим взуттям. Представники влади у західній Шотландії арештували тисячі пар чобіт UGG…… Нілл Кольтарт, представник місцевої влади Глазго, сказав: «Ці чоботи були ввезені в упаковках, які виглядають як справжні, з бірками та ярликами. Але якість цього продукту зовсім не така, на яку можна сподіватись від справжніх чобіт UGG.» Ці чоботи були вироблені не із баранячої шкіри, а з дешевого хутра. На одній парі торговельна марка «UGG» були прикріплена до задньої частини чобота вверх ногами. Тримаючи в руках пару цих чобіт Кольтарт сказав: «Я думаю, що більшість людей буде розчаровано, якщо вони придбають ці чоботи та принесуть їх додому».
У 2009 році співробітники митниці США конфіскували 60000 пар фальшивих чобіт UGG. Компанія правовласник розпочала юридичні дії проти 2500 вебсайтів, які продавали фальшивий товар, а також проти 170,000 пропозиції продажу на eBay, Craigslist та схожих вебсайтах. Ліа Еверт-Беркс, директор із захисту прав інтелектуальної власності на бренд компанії Deckers, висловився для Нью-Йорк Таймз: «Споживач сліпий стосовно походження продукту… Контрафактним вебсайтам досить легко проводити свою діяльність, тому що виробники фальшивої продукції можуть скопіювати наші фотографії, текст із нашого вебсайту, тому їх сайт виглядатиме і здаватиметься справжнім вебсайтом компанії Deckers».